# Osceola (Arkansas)
Osceola liegt am Westufer des Mississippi River und ist neben Blytheville einer von zwei Verwaltungssitzen des Mississippi County im Nordosten des US-amerikanischen Bundesstaates Arkansas. Das U.S. Census Bureau hat bei der Volkszählung 2020 eine Einwohnerzahl von 6.976 ermittelt.

## Geographie
Osceola liegt auf 35°42′08″ nördlicher Breite und 89°58′33″ westlicher Länge. Die Stadt erstreckt sich über 20,2 km², die ausschließlich aus Landfläche bestehen.
Osceola liegt am westlichen Ufer des Mississippi River, der hier die Grenze zwischen den Bundesstaaten Arkansas und Tennessee bildet.
Durch die Stadt führt der U.S. Highway 61 von dem hier die Arkansas State Route 140 nach Westen abzweigt. 5 km westlich von Osceola verläuft die von Chicago über St. Louis und Memphis nach New Orleans führende Interstate 55.
Osceola liegt 36 km südlich der Staatsgrenze zwischen Arkansas und Missouri sowie 88 km nördlich der Großstadt Memphis in Tennessee. Little Rock, die Hauptstadt von Arkansas, ist 281 km in südwestlicher Richtung entfernt.

## Geschichte
Osceola wurde 1837 als Plum Point gegründet und war der ursprüngliche Sitz der Countyverwaltung. Seit dem Jahre 1901 teilt sich Osceola diese Funktion mit Blytheville. Der Ort beherbergt ein neoklassizistisches Gerichtsgebäude, das an den Hale Avenue Historic District angrenzt. Das Mississippi Conty Historical Center ist in einem 1904 errichteten Gebäude eingerichtet, das einst als Warenhaus gedient hatte.
Osceola ist für seine Rolle bei der Entstehung des Blues bekannt geworden. Viele bekannte Musiker kamen aus Osceola oder traten dort auf. Seit 1998 wird auf der Main Street Osceola das Osceola Heritage Festival gefeiert.

## Demografische Daten
Bei der Volkszählung im Jahre 2010 wurde eine Einwohnerzahl von 7757 ermittelt. Diese verteilten sich auf 2950 Haushalte in 1953 Familien. Die Bevölkerungsdichte lag bei rund 400/km².
Die Bevölkerung bestand im Jahre 2000 aus 47,39 % Weißen, 51,03 % Afroamerikanern, 0,25 % Asiaten, 0,10 % Indianern und 0,88 % anderen. 0,82 % gaben an, von mindestens zwei dieser Gruppen abzustammen. 1,34 % der Bevölkerung bestand aus Hispanics, die verschiedenen der genannten Gruppen angehörten.
32,2 % waren unter 18 Jahren, 11,0 % zwischen 18 und 24, 26,4 % von 25 bis 44, 19,3 % von 45 bis 64 und 11,1 % 65 und älter. Das durchschnittliche Alter lag bei 30 Jahren. Auf 100 Frauen kamen statistisch 90,2 Männer, bei den über 18-Jährigen 82,9.
Das durchschnittliche Einkommen pro Haushalt betrug $23.163, das durchschnittliche Familieneinkommen $26.588. Das Einkommen der Männer lag durchschnittlich bei $27.526, das der Frauen bei $18.788. Das Pro-Kopf-Einkommen belief sich auf $12.406. Rund 26,0 % der Familien und 29,5 % der Gesamtbevölkerung lagen mit ihrem Einkommen unter der Armutsgrenze.

## Söhne und Töchter der Stadt
- Blan R. Maxwell (1899–1943), Politiker
- Lefty Dizz (1937–1993), Chicago-Blues-Gitarrist und Sänger
- Son Seals (1942–2004), Blues-Musiker
- Cortez Kennedy (1968–2017), American-Football-Spieler